# 타이슨 퓨리

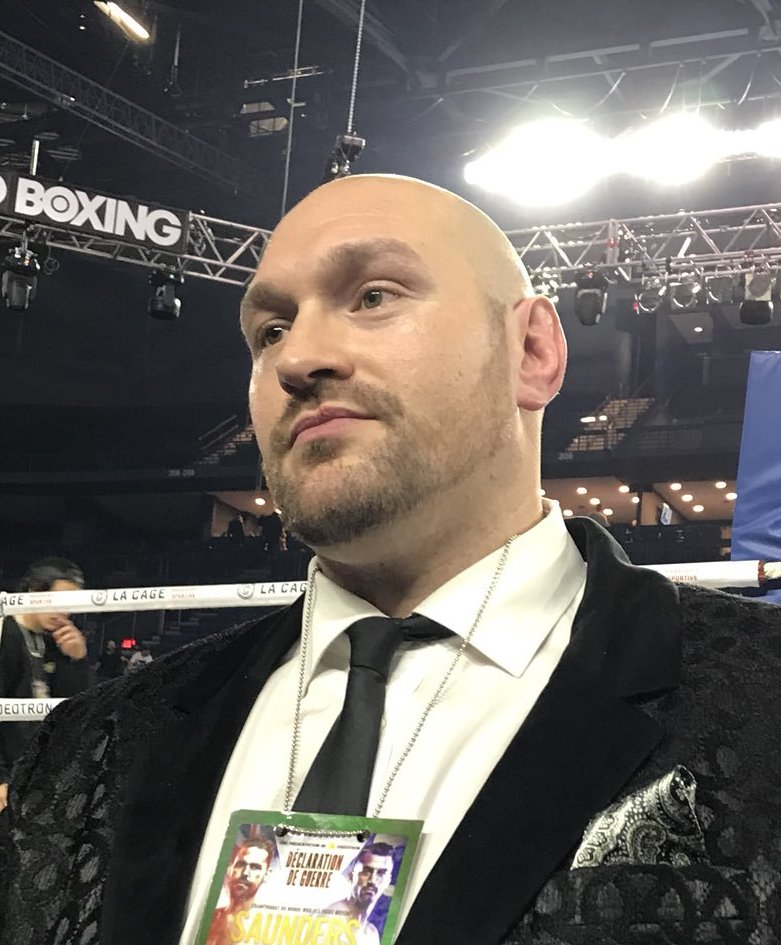
2017년 12월 모습

타이슨 퓨리(Tyson Fury, 본명: 타이슨 루크 퓨리, Tyson Luke Fury, 1988년 8월 12일 ~ )는 영국의 프로 복서이다. 2015년부터 2016년까지 통합 타이틀, 2015년부터 2018년, 2020년부터 2022년까지 링 매거진 타이틀, 2020년부터 2024년까지 세계 복싱 평의회(WBC) 타이틀을 포함하여 여러 헤비급 세계 타이틀을 보유했다. 그의 첫 번째 챔피언 통치 기간 동안 국제 복싱 기구(IBO) 타이틀을 거머쥐었다.
아마추어로서 2006년 세계 주니어 선수권 대회에서 동메달을 획득했다. 2007년 EU 주니어 선수권 대회 금메달, 2007년 유럽 주니어 선수권 대회 은메달, 2008년에 ABA 슈퍼 헤비급 타이틀을 획득했다. 지역 차원에서 그는 2011년부터 2015년 사이에 영국 타이틀을 두 번 포함하여 여러 헤비급 챔피언십을 개최했다. 2014년부터 2015년까지 유럽 타이틀; 2011년부터 2012년까지 영연방 타이틀을 차지했다.
2015년에는 볼로디미르 클리치코와의 경기에서 승리를 거두어 더 링(The Ring)이 선정한 올해의 화가로 선정되었고 올해의 파이터로 선정되었다. 2018년에는 디온테이 와일더(Deontay Wilder)와의 무승부로 올해의 라운드로 선정되었으며 더 링에서 올해의 컴백을 획득했다. 2020년 디온테이 와일더에게 패배하면서 퓨리는 플로이드 패터슨(Floyd Patterson)과 무함마드 알리에 이어 세 번째 헤비급 선수가 되어 더 링 잡지 타이틀을 두 번이나 차지했으며 언론 매체에서 직계 헤비급 챔피언으로 널리 간주되었다. 2021년 와일더와의 3차전은 더 링에서 올해의 싸움으로 선정되었다.